# Sery Dorcas
Djehi Marie Pierre Dorcas, née le 30 mai 1985 à San-Pédro en Côte d'Ivoire, est Miss Côte d'Ivoire 2005 et ex-épouse du footballeur international ivoirien Didier Zokora.

## Biographie

### Début de carrière
Sery Djehi Marie Pierre Dorcas est née le 30 mai 1985 à San-Pedro en Côte d'Ivoire.
Miss Côte d’Ivoire 2005, elle commence une carrière professionnelle de mannequin du fait de sa notoriété grandissante. 

### Vie privée et familiale
En 2018, elle annonce ses fiançailles sur les réseaux sociaux avec le footballeur international ivoirien Didier Zokora avec lequel elle finit par se marier et vivre à New York pendant quelques années.
S'exprimant sur son changement de teint, elle affirme n’avoir jamais eu recours aux injections et aux gélules (pratique qu'elle trouve dangereuse) et utiliser un lait corporel ainsi qu'une crème de visage. Toutefois, elle ne donne aucune réponse quant à ses nombreux changements physiques (chirurgie esthétique).
Des années plus tard, elle divorce du footballeur ivoirien qui lui arrache les cadeaux qu'il lui a offert[réf. nécessaire].
Après ce scandale ayant terni son image, elle crée une émission de beauté et de mannequinat sur la RTI 1. L'émission ne connait pas un grand succès et elle participe à la saison 1 de Koiffure Kitoko, l'émission de coiffure créée par la chaîne de télévision A+.